# Narta waska
Narta waska är en insektsart som beskrevs av Irena Dworakowska 1979. Narta waska ingår i släktet Narta och familjen dvärgstritar. Inga underarter finns listade i Catalogue of Life.